# Baltimora (geslacht)
Baltimora is een geslacht uit de composietenfamilie (Asteraceae of Compositae). De twee soorten komen voor van Mexico tot in tropisch Zuid-Amerika.

## Soorten
- Baltimora geminata (Brandegee) Stuessy
- Baltimora recta L.